# H. K. Shatswell & Company
H. K. Shatswell & Company war ein US-amerikanischer Hersteller von Automobilen.

## Unternehmensgeschichte
Das Unternehmen hatte seinen Sitz in Dedham in Massachusetts. H. K. Shatswell stellte 1901 seinen ersten Dampfwagen her. Damit begann die Produktion von Automobilen. Der Markenname lautete Shatswell. 1903 endete die Fahrzeugproduktion. Insgesamt entstanden nur wenige Fahrzeuge. Wichtiger für das Unternehmen war der Verkauf von Teilen und Zubehör.

## Fahrzeuge
Im Angebot standen ausschließlich Dampfwagen. Das erste Modell hatte einen Dampfmotor mit vier Zylindern. Einzige bekannte Karosserieform war ein offener Runabout mit Platz für zwei Personen. Der Neupreis betrug 750 US-Dollar.
Größere Modelle für 1200 bis 1500 Dollar wurden ebenfalls gelistet, wobei es unklar bleibt, ob diese Modelle tatsächlich hergestellt wurden.
Ebenso war ein Bausatz für ein Kit Car erhältlich.